# Epeolus anticus
Epeolus anticus är en biart som först beskrevs av Walker 1871.  Epeolus anticus ingår i släktet filtbin, och familjen långtungebin. Inga underarter finns listade i Catalogue of Life.